# Okręgowy Puchar Polski w okręgu Gorlice (2024/2025)
W sezonie 2024/2025 Puchar Polski na szczeblu okręgowym w okręgu Gorlice składał się z 5 rund, w których wzięły udział zespoły z okręgu gorlickiego. Rozgrywki miały na celu wyłonienie zdobywcy Okręgowego Pucharu Polski w okręgu Gorlice i uczestnictwo w rozgrywkach szczebla regionalnego województwa małopolskiego.

## I runda
Moszczanka Moszczenica - wolny los
| 6 lipca 2025 | LKS Szymbark | 4:0 | KS Bobowa |          |
| 17:00        |              |     |           | Szymbark |

| 5 lipca 2025 | Temida Gorlice | 2:1 | Podhalanin II Biecz |         |
| 18:00        |                |     |                     | Gorlice |

| 7 lipca 2025 | LKS Bystra (k. Gorlic) | 1:3 | Victoria Śnietnica |        |
| 17:00        |                        |     |                    | Bystra |

## II runda
| 13 lipca 2025 | LKS Szymbark | 1:3 | Biała Brunary |          |
| 17:00         |              |     |               | Szymbark |

| 13 lipca 2025 | Temida Gorlice | 5:4 | LKS Łużna |         |
| 18:00         |                |     |           | Gorlice |

| 14 lipca 2025 | Victoria Śnietnica | 1:3 | LKS Uście Gorlickie |           |
| 13:00         |                    |     |                     | Śnietnica |

| 13 lipca 2025 | Moszczanka Moszczenica | 7:2 | LKS Ropa |                               |
| 17:00         |                        |     |          | Moszczenica (powiat gorlicki) |

## III runda
| 21 lipca 2025 | Biała Brunary | 2:2 k. 5:4 | LKS Kobylanka |         |
| 17:00         |               |            |               | Brunary |

| 20 lipca 2025 | Temida Gorlice | 3:2 | LKS Zagórzany |         |
| 17:30         |                |     |               | Gorlice |

| 19 lipca 2025 | LKS Uście Gorlickie | 0:4 | Podhalanin Biecz |                 |
| 18:00         |                     |     |                  | Uście Gorlickie |

| 20 lipca 2025 | Moszczanka Moszczenica | 0:11 | Glinik Gorlice |                               |
| 17:00         |                        |      |                | Moszczenica (powiat gorlicki) |

## 1/2 finału
| 26 lipca 2025 | Biała Brunary | 0:2 | Glinik Gorlice |         |
| 18:00         |               |     |                | Brunary |

| 28 lipca 2025 | Temida Gorlice | 2:5 | Podhalanin Biecz |         |
| 18:00         |                |     |                  | Gorlice |

## Finał
| 16 października 2025 | Glinik Gorlice | 0:1 | Podhalanin Biecz |         |
| 15:00                |                |     |                  | Gorlice |